# Еміліо Трівіні
Еміліо Трівіні (італ. Emilio Trivini, 5 квітня 1938 — 27 серпня 2022) — італійський академічний веслувальник.
Срібний призер Олімпійських Ігор 1964 року в складі розпашної четвірки зі стерновим, учасник 1968 року.
Бронзовий призер Чемпіонату Європи 1964 року в складі розпашної четвірки зі стерновим.